# 廷宁施泰特
廷宁施泰特（德語：Tinningstedt）是德国石勒苏益格－荷尔斯泰因州的一个市镇。总面积8.91平方公里，总人口223人，其中男性103人，女性120人（2011年12月31日），人口密度25人/平方公里。